# Polynemula
Polynemula is een geslacht van vliesvleugeligen uit de familie Mymaridae. De wetenschappelijke naam van dit geslacht is voor het eerst geldig gepubliceerd in 1967 door Ogloblin.

## Soorten
Het geslacht Polynemula is monotypisch en omvat slechts de volgende soort:
- Polynemula rufosignata Ogloblin, 1967